# Sistema adrenergico
Il sistema adrenergico o sistema nervoso adrenergico è un gruppo di organi e nervi in cui l'adrenalina (epinefrina) e/o la noradrenalina (norepinefrina) agiscono come neurotrasmettitori. 

Il sistema adrenergico è considerato uno dei principali sistemi neuro-ormonali che regolano la funzione cardiovascolare, incluso il tono muscolare liscio.